# Nile Vision
Das Motorschiff Nile Vision ist ein Fluss-Kreuzfahrtschiff der Reederei Dynasty Floating Hotels & Restaurants. Es verkehrt auf dem Nil in Ägypten, vorzugsweise für Kreuzfahrten auf der Route zwischen den Städten Kairo und Assuan, über Minya, Assiut, Qina und Luxor. Das Schiff ist in die Fünf-Sterne-Kategorie (Landeskategorie) eingestuft. Die Reederei arbeitet mit dem ägyptischen Reiseunternehmen Memnon Tours & Cruises und dem Reiseanbieter Phoenix Reisen GmbH Bonn zusammen.

## Ausstattung
Die Nile Vision wurde 2003 gebaut. Das Schiff wird durch drei MAN-Dieselmotoren des Typs D2840 mit je 503 PS (370 kW) angetrieben. Zudem verfügt es über drei Generatoren zur Stromversorgung mit je 360 kW. Die Reisegeschwindigkeit liegt bei 19 km/h.
Das Kreuzfahrtschiff besitzt 56 Passagierkabinen für eine maximale Belegung bis zu 110 Personen. Davon sind 32 Standardkabinen mit französischem Balkon für je zwei Personen, 20 Superiorsuiten mit Balkon für je zwei Personen, 2 Best-Vision-Kabinen mit französischem Balkon im vorderen Bereich des Oberdecks sowie 2 Royal-Suiten mit Balkon und getrennten Wohn- und Schlafräumen im vorderen Bereich des Mitteldecks. Alle Räumlichkeiten sind mit individuell regelbarer Klimaanlage ausgestattet. Das Bordrestaurant liegt im mittleren Bereich des Unterdecks. Im vorderen Bereich des Sonnendecks des Schiffes ist ein Schwimmbecken eingelassen.